# Hypocassida

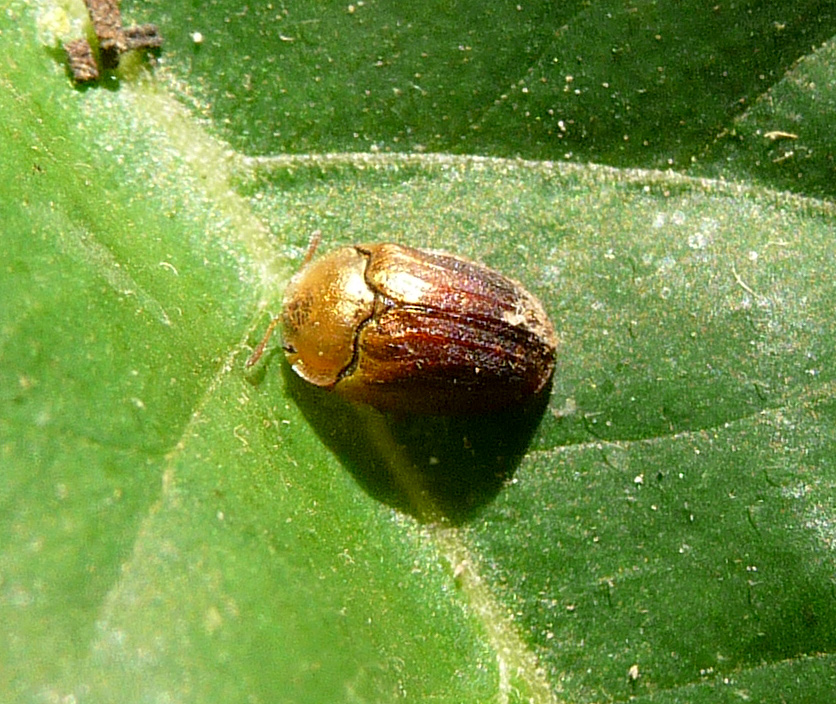
Hypocassida meridionalis

Hypocassida – rodzaj chrząszczy z rodziny stonkowatych i podrodziny tarczykowatych.

## Morfologia
Chrząszcze te mają ciało w zarysie owalne z mniej lub bardziej równoległymi bokami. Brzegi przedplecza i pokryw są rozpłaszczone. Grzbietowa strona ciała jest ubarwiona w odcieniach brązu. Głowa ma szeroki, punktowany nadustek o wyraźnie zaznaczonych liniach bocznych. Warga górna jest pozbawiona wzdłużnych żeberek czy kolców pośrodku przedniej krawędzi. Grube czułki cechują się członem trzecim krótszym od drugiego oraz członem dziesiątym nie dłuższym niż szerokim. Przedplecze ma zarys regularnej elipsy o szeroko zaokrąglonych bokach i największej szerokości przed podstawą, która to nie jest wycięta naprzeciwko barków. Powierzchnia przedplecza jest w całości punktowana. Na spodzie przedplecza znajdują się krótkie, od zewnątrz odgraniczone ostrymi listewkami rynienki do chowania czułków. Przedpiersie na przedzie formuje kołnierz z wycięciami po bokach. Skrzydełka przedpiersia pozbawione są głębokich dołków. Pokrywy są u nasady nieco szersze od przedplecza. Ich kąty barkowe są zaokrąglone. Na ich dysku znajdują się trzy podłużne nabrzmiałości. Szerokość rozpłaszczonych brzegów pokryw nie przekracza szóstej części szerokości dysku. Nagą powierzchnię pokryw rzeźbi niezaczernione, w większości bezładne punktowanie. Odnóża środkowej pary nie mają guzków wierzchołkowych na spodniej krawędzi ud. Stopy mają ostatni człon nieprzekraczający przedniej krawędzi członu trzeciego. Pazurki zaopatrzone są w niewielki ząbek pośrodku krawędzi spodniej lub są całkowicie pozbawione ząbków.

## Ekologia i występowanie
Zarówno osobniki dorosłe, jak i larwy są fitofagami żerującymi na roślinach z rodziny powojowatych. Larwy na bokach tułowia i odwłoka mają rzędy wiotkich kolców, na szczycie odwłoka zaś widlasty, skierowany ku przodowi wyrostek. Ten ostatni służy do odkładania zrzuconych wylinek i odchodów w formie ochronnego parasola ponad ciałem larwy, zwanego scatopleta.
Rodzaj zachodniopalearktyczny, rozsiedlony od zachodniej Europy po Mongolię i zachodnie Chiny. W Polsce reprezentowany jest tylko przez tarczyka powojowego.

## Taksonomia
Takson ten wprowadzony został w 1893 roku przez Juliusa Weise. W 1952 roku Walter Douglas Hincks wyznaczył tarczyka powojowego jego gatunkiem typowym. Przez część specjalistów bywał traktowany w randze podrodzaju w obrębie rodzaju Cassida. Współcześnie klasyfikowany jest jako odrębny rodzaj. Zalicza się do niego 5 opisanych gatunków:
- Hypocassida convexipennis Borowiec, 2000
- Hypocassida cornea (Marseul, 1868)
- Hypocassida grossepunctata Bordy, 2009
- Hypocassida meridionalis (Suffrian, 1844)
- Hypocassida subferruginea (Schrank, 1776) – tarczyk powojowy